# Samsung Galaxy Core 2
Il Samsung Galaxy Core 2 SM-G355HN è uno smartphone prodotto da Samsung con Android 4.4.2, annunciato nel mese di luglio 2014. Il Galaxy Core 2 ha una memoria da 4 GB espandibile fino a 64 GB.